# Mońki
Mońki este un oraș în Polonia.